# Enrique Gómez Hurtado
Enrique Gómez Hurtado (Bogotá, 10 de abril de 1927-Cartagena de Indias, 13 de julio de 2019) fue un abogado y economista colombiano. Fue presidente del Comité Olímpico Colombiano entre 1952 y 1953.

## Origen
Era miembro de una familia de tradición política en el país. Hijo del expresidente conservador Laureano Gómez, hermano del excandidato presidencial Álvaro Gómez Hurtado y padre del representante a la cámara del partido de la Unidad Nacional, Miguel Gómez Martínez, y del candidato presidencial y vocero del Movimiento de Salvación Nacional Enrique Gómez Martínez.

## Estudios
Graduado de la Universidad Javeriana, con postgrados en economía de la Escuela de Economía y Ciencia Política de Londres y Filosofía en la Universidad de Barcelona.

## Trayectoria política
Fue embajador en Francia, concejal de Bogotá, director del diario 'El Siglo', Senador de la República, así como catedrático en distintas universidades del país.